# L'Orne Hebdo
L'Orne Hebdo est un journal hebdomadaire français, implanté à Alençon.
Créé à la Libération, Orne Combattante est racheté par le groupe Méaulle en 1975. 
Le titre est rebaptisé L'Orne Hebdo en janvier 1981.
Avec 11 400 exemplaires diffusés en 2012, il est le troisième hebdomadaire ornais, après L'Orne combattante et Le Perche.
Il intègre Publihebdos lors du rachat de Méaulle par le groupe Ouest-France en 2001.